# Trilby (copricapo)

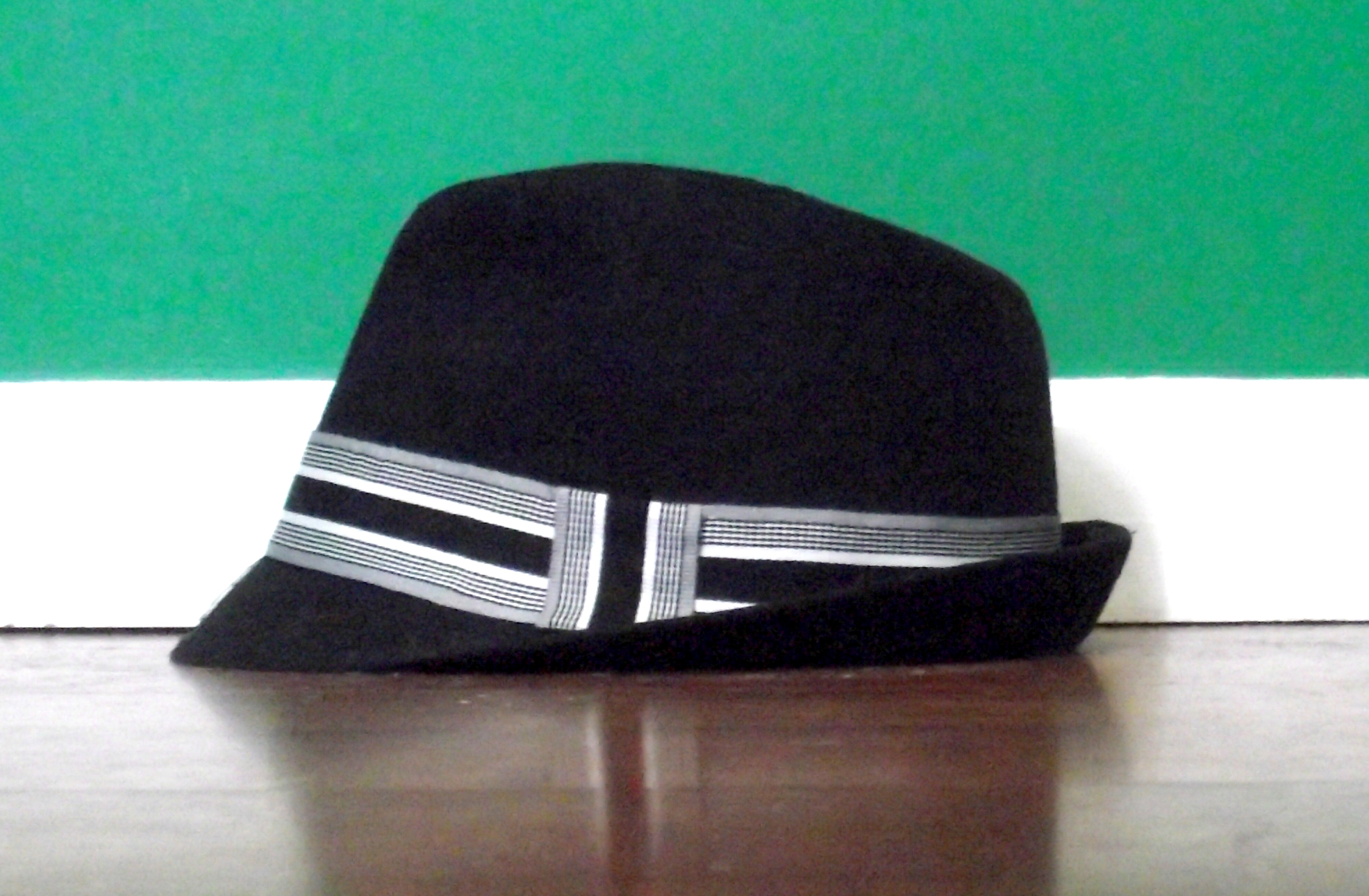
Cappello Trilby

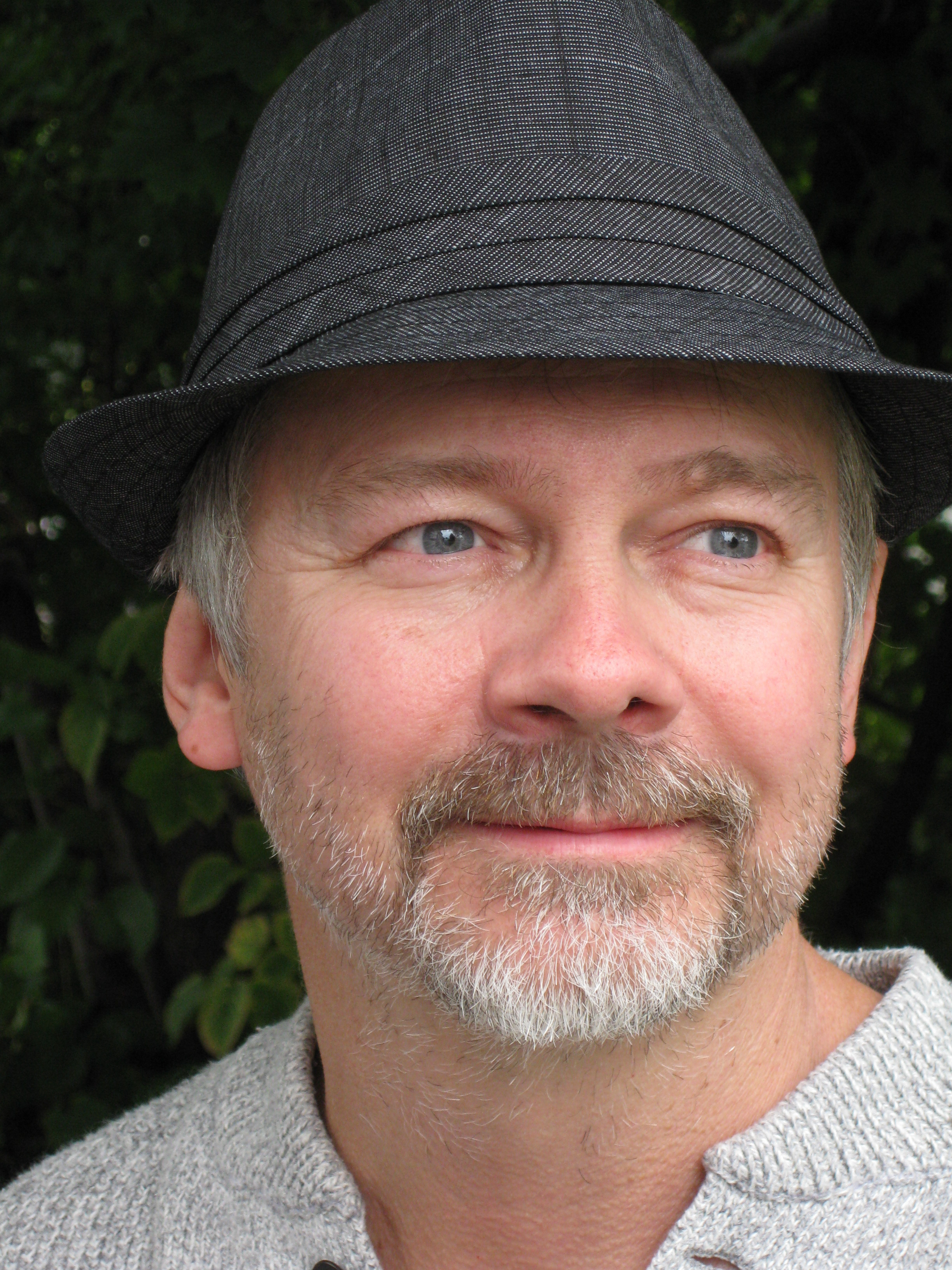
Uomo con cappello trilby

Un cappello trilby è  un copricapo di feltro dalla tesa stretta, comunemente chiamato "fedora da gentleman". 
Il trilby una volta era visto come il cappello preferito degli uomini ricchi; è talvolta definito il "brown trilby" in Gran Bretagna, e lo si può spesso intravedere alle corse dei cavalli. La London hat company Lock and Co. descrive il cappello trilby come un "copricapo dalla falda corta (vale a dire, più stretta), inclinata verso il basso nella parte anteriore, e leggermente alzata sul retro "rispetto al" bordo più ampio dei fedora che è più livellata (piatta)” e come il fedora presenta la "tesa a scatto". Il trilby ha anche una corona leggermente più corta, rispetto al tipico design dei fedora.
Il nome del cappello deriva dall'adattamento teatrale del romanzo di George du Maurier Trilby del 1894. Un cappello di questo stile è stato indossato nella prima produzione londinese dell'opera teatrale, e immediatamente iniziò ad essere chiamato "cappello Trilby".
Tradizionalmente è fatto di feltro di pelo di coniglio, ma è comunque generalmente realizzato anche a partire da altri materiali, come il tweed (un panno di lana a superficie ruvida, in genere di colori screziati misti, originariamente prodotta in Scozia), la paglia, la lana e le miscele di lana e nylon. Il cappello ha raggiunto il suo apice di comune popolarità nel 1960; il passaggio alla fabbricazione di automobili ad altezza libera inferiore nel mercato americano rese impraticabile indossare un cappello con una corona alta durante la guida. Esso quindi uscì di popolarità nel 1970, quando tutti i tipi di copricapo maschile passarono di moda, e la voga maschile cominciò invece a concentrarsi su acconciature perfettamente curate.
Il cappello ha visto un ritorno di popolarità nei primi anni del 1980, quando è stato commercializzato per uomini e donne, nel tentativo di capitalizzare su una tendenza di moda retrò.
In forma assomiglia al cappello tirolese.